# Ángel Cappa
Ángel Cappa (Bahía Blanca, 6 de setembro de 1946) é um treinador e ex-futebolista argentino. Atualmente está sem clube.

## Biografia
Como jogador foi volante central. Jogou no Olimpo e no Villa Mitre, ambos de sua cidade natal. Cursou Filosofia e Psicopedagogia depois que abandou os gramados e antes de tornar-se treinador.
Trabalhou como assistente técnico de César Luis Menotti, quando este dirigia a Seleção Argentina de Futebol na Copa de 1982 e durante o período de Menotti no Barcelona. Se separa de Menotti para dirigir o Banfield por duas temporadas. Mais tarde, dirigiria ao Huracán.
Anos mais tarde, voltaria a trabalhar com Menotti no Peñarol em 1990.
Em 1991, Cappa retornou a Espanha para ser assistene técnico de Jorge Valdano, no Tenerife.
Após este período como assitente técnico, Cappa volta a trabalhar como treinador principal, agora no Las Palmas.
Em 1998 assume como treinador do Racing Club.
Em 1999, dirigiu o clube mexicano Atlante.
No ano 2000, retornou ao Tenerife.
Em 2002 assume o Universitario de Deportes do Peru.
Logo depois de trabalhar no Peru, assume o Mamelodi Sundowns da África do Sul.
Em outubro de 2008 foi contrato pelo Club Atlético Huracán da Primera División Argentina para melhorar a campanha do clube, que ocupava as últimas posições da tabela. Com um bom jogo, de toque e movimentação constante de seus jogadores, batizado pela imprensa argentina de "el tiki tiki" e depois de disputar até a última rodada pelo título do campeonato, terminou como vice-campeão do do Torneio Clausura 2009.
Com a perda de vários jogadores importantes como Javier Pastore, Matías Defederico e Carlos Arano, a equipe não conseguiu repetir no Torneo Apertura 2009 a boa campanha do campeonato passado, levando Cappa a pedir demissão no dia 24 de novembro.
Em abril de 2010 é confirmado como novo treinador do River Plate.Porém depois de uma série de maus resultados e sem conseguir impor um padrão de jogo à equipe, é demitido
No início de 2011 é anunciado como novo comandante do gimnasia y esgrima de la plata mas após sequêcias de maus resultados e sem conseguir dar um padrão tático a equipe acaba sendo dispensado.
Em 2012 assume o Universidad San Martín do Peru.Mas, devido à desentendimentos com a diretoria do clube peruano pede demissão.